# Айрлэнд, Энтони
Энтони Айрлэнд (англ. Anthony Ireland; род. 25 сентября 1991, Уотербери, штат Коннектикут, США) — американский профессиональный баскетболист, играющий на позиции разыгрывающего защитника.

## Карьера
В начале игровой карьеры Айрлэнд выступал в чемпионатах Франции, Греции и Польши.
Сезоне 2017/2018 Айрлэнд провёл в литовском «Ювентусе». Его средняя статистика в чемпионате Литвы составила 14 очков, 4,7 передачи, 3,6 подбора и 1,3 перехвата за 27 минут. В 16 матчах Лиги чемпионов ФИБА Энтони набирал в среднем 12,8 очка, 4,2 передачи, 3,1 подбора и 1,1 перехвата за 26,3 минуты.
В октябре 2018 года Айрлэнд подписал контракт с «Автодором». По окончании сезона в «Автодором» стал свободным агентом.
В январе 2021 года Айрлэнд продолжил карьеру в «Кёрменде».
В апреле 2021 года Айрлэнд перешёл в «Роса Радом».